# Nigel Bruce
Nigel Bruce (Ensenada, Mèxic, 4 de febrer de 1895 − Santa Monica, Califòrnia, Estats Units, 8 d'octubre de 1953), va ser un actor britànic, conegut sobretot pel seu personatge del Doctor Watson en la sèrie de films i ràdio Les aventures de Sherlock Holmes (amb Basil Rathbone en el paper de Sherlock Holmes).

## Biografia[1]
El seu pare va ser Sir William Waller Bruce, desè Baronet (1856-1912), per la seva esposa Angelica (m. 1917), filla del General George Selby, i va néixer a Ensenada (Mèxic) durant unes vacances dels seus pares. Va ser educat en The Grange, Stevenage, i en l'Abingdon School, Berkshire. Va servir a França a partir de 1914 com a tinent en el 10th Service Battalion - Somerset Light Infantry, i en l'Honourable Artillery Company, però va ser seriosament ferit al següent any, per la qual cosa va passar la resta de la Primera Guerra Mundial en una cadira de rodes.
La seva primera actuació teatral va tenir lloc el 12 de maig de 1920 en el Comedy Theatre com un lacai a Why Marry?. L'octubre d'aquell any va ser al Canadà com a director d'escena de Henry V. Esmond i Eva Moore, així com interpretant a Montague Jordan a Eliza Comes to Stay. A partir de llavors va aparèixer constantment al teatre, i vuit anys després va començar a treballar en el cinema mut. El 1934 es va traslladar a Hollywood, establint-se a Beverly Hills.
Durant la seva carrera cinematogràfica va treballar en 78 pel·lícules, incloent L'illa del tresor (1934), La pimpinella escarlata, Lassie Come Home, The Corn is Green, i Bwana Devil. També va aparèixer a les pel·lícules d'Alfred Hitchcock Rebecca (1940) i Sospita (1941)
Solia interpretar cavallers bufonescos i despistats, i el seu principal paper va ser el del Doctor Watson en la sèrie de Sherlock Holmes iniciada el 1939 amb el seu bon amic Basil Rathbone. Els puristes de Holmes objectaven que als llibres Watson era una persona intel·ligent i capaç, mentre que el retrat de Bruce el feia més ximple i més matusser. Per a milions de seguidors, tanmateix, Bruce va ser el definitiu Watson. Va interpretar 14 pel·lícules i més de 200 programes de ràdio com el Dr. Watson. Encara que Watson apareix sovint com el més gran dels dos personatges, Bruce era realment tres anys més jove que Rathbone. A diferència de Rathbone, Bruce mai no es va cansar del seu paper, i fins i tot li hauria agradat interpretar-ho en més ocasions.
A diferència d'alguns dels seus contemporanis, mai no va renunciar a la seva ciutadania britànica, malgrat la seva llarga residència als Estats Units, i va conservar la seva afiliació als clubs de Londres Garrick Club i Bucks Club fins a la seva mort.
Bruce va morir per un infart agut de miocardi a Santa Monica, Califòrnia, el 1953, als 58 anys. Va ser incinerat, i les seves cendres guardades al Crematori Chapel of the Pines a Los Angeles.
La seva última pel·lícula, World for Ransom , va ser estrenada pòstumament el 1954.

## Filmografia
- 1934: L'illa del tresor (Treasure Island) de Victor Fleming
- 1934: La pimpinella escarlata (The Scarlet Pimpernel) de Harold Young
- 1935: She d'Irving Pichel
- 1935: La fira de la vanitat (Becky Sharp) de Rouben Mamoulian
- 1936: La càrrega de la Brigada lleugera (The Charge of the Light Brigade) de Michael Curtiz
- 1936: The Trail of the Lonesome Pine de Henry Hathaway
- 1937: The Last of Mrs. Cheyney de Richard Boleslawski: Lord Willie Winton
- 1939: The Adventures of Sherlock Holmes d'Alfred L. Werker
- 1939: The Hound of the Baskerville de Sidney Lanfield
- 1940: The Blue Bird de Walter Lang
- 1940: Rebecca d'Alfred Hitchcock
- 1940: Lillian Russell, d'Irving Cummings
- 1940: Susan and God de George Cukor
- 1940: A Dispatch from Reuter's de William Dieterle
- 1941: Sospita (Suspicion) d'Alfred Hitchcock
- 1941: Hudson's Bay d'Irving Pichel
- 1943: Sherlock Holmes and the secret weapon de Roy William Neill
- 1943: Sherlock Holmes in Washington de Roy William Neill
- 1943: Lassie Come Home de Fred M. Wilcox
- 1944: The Spider woman de Roy William Neill
- 1944: The Pearl of death de Roy William Neill
- 1945: House of fear de Roy William Neill
- 1945: The Corn is Green d'Irving Rapper
- 1946: Sherlock Holmes: Nit de terror (Terror by Night) de Roy William Neill
- 1946: Dressed To Kill de Roy William Neill
- 1947: The Exile de Max Ophüls
- 1948: Julia Misbehaves de Jack Conway
- 1952: Bwana Devil d'Arch Oboler
- 1953: Limelight de Charlie Chaplin